# Ángela Moreno
Ángela Moreno (Navalmoral de la Mata, Cáceres, España, 16 de abril de 1980) es una actriz española. Es conocida por su papel de Anita en Doctor Mateo.

## Filmografía

### Series de televisión
- Niche (2014-2015) - Amy
- La selección 2 (2014-2015) - Renata Vieri
- Doctor Mateo (2009-2011) - Ana "Anita"
- MIR (2008)
- Cuestión de sexo (2007)
- Mi querido Klikowsky (2006)

### Programas de televisión
- Vaya semanita (2006-2008).... como varios personajes y ella misma.
- Crisis ¿qué crisis?